# Opération Budapest
L'Opération Budapest est une enquête menée conjointement par les polices italiennes, hongroises et grecques en vue de retrouver des peintures volées en Hongrie, au musée des beaux-arts de Budapest en 1983.

## Le vol
Le 5 novembre 1983, sept œuvres furent volées au musée des beaux-arts de Budapest.

## L'enquête
Les carabinieri italiens et les polices grecques et hongroises ont uni leurs efforts en vue de retrouver les peintures volées et, après plusieurs mois d'enquête, les retrouvèrent dans un couvent abandonné à Aigion en Grèce.

## Les tableaux volés
- Autoportrait, de Giorgione
- La Madone Esterházy, de Raphaël
- Portrait de jeune homme, de Raphaël
- Portrait d'un jeune homme, de Tintoretto
- Portrait d'une jeune femme, de Tintoretto
- La Vierge et les Saints, de Giambattista Tiepolo
- Repos pendant la fuite en Égypte, de Giambattista Tiepolo